# Валерише (Горица)
Валерише је насеље у Италији у округу Горица, региону Фурланија-Јулијска крајина.
Према процени из 2011. у насељу је живело 89 становника. Насеље се налази на надморској висини од 132 м.